# Кайлык (парк)

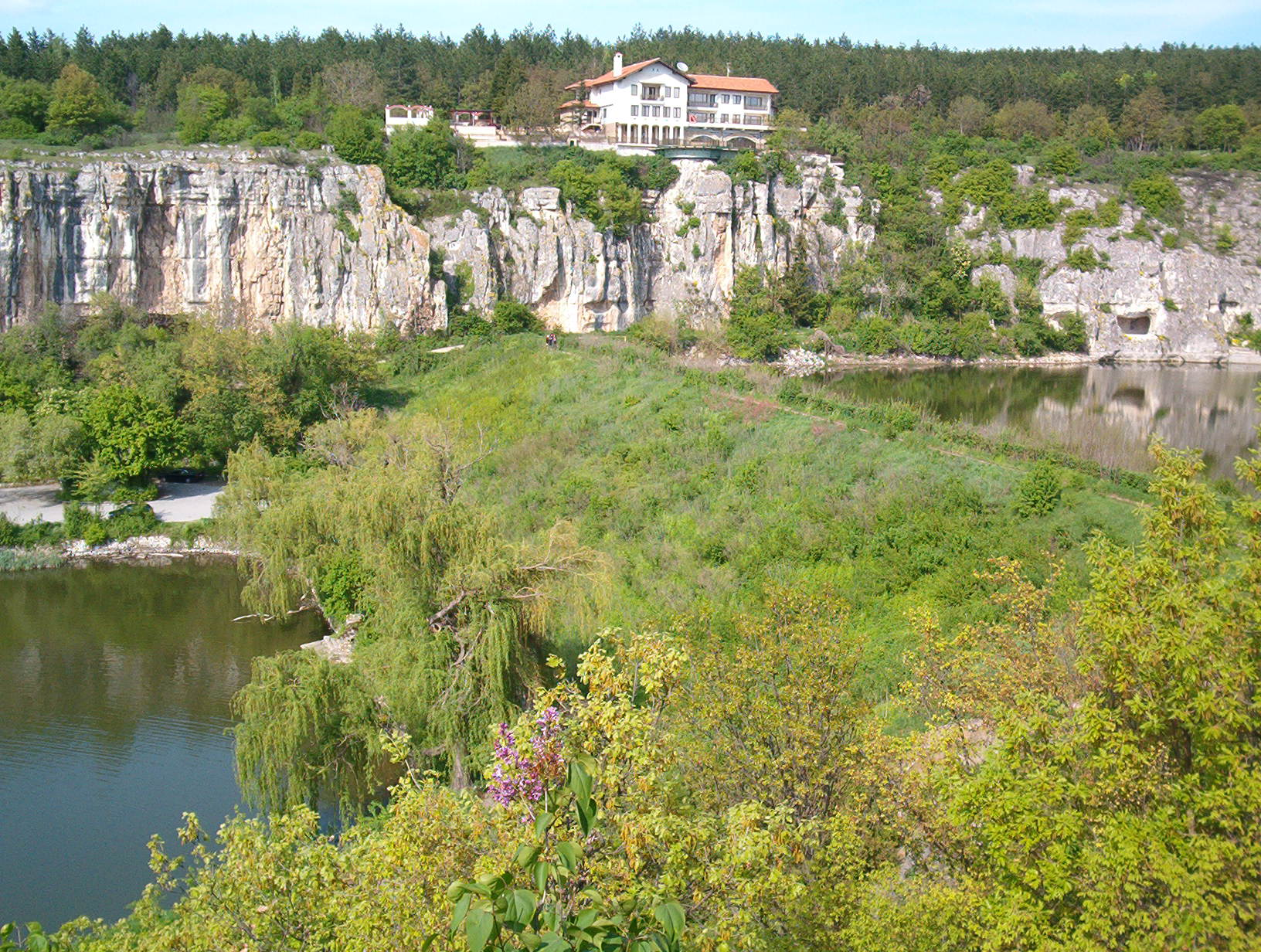
вид парка

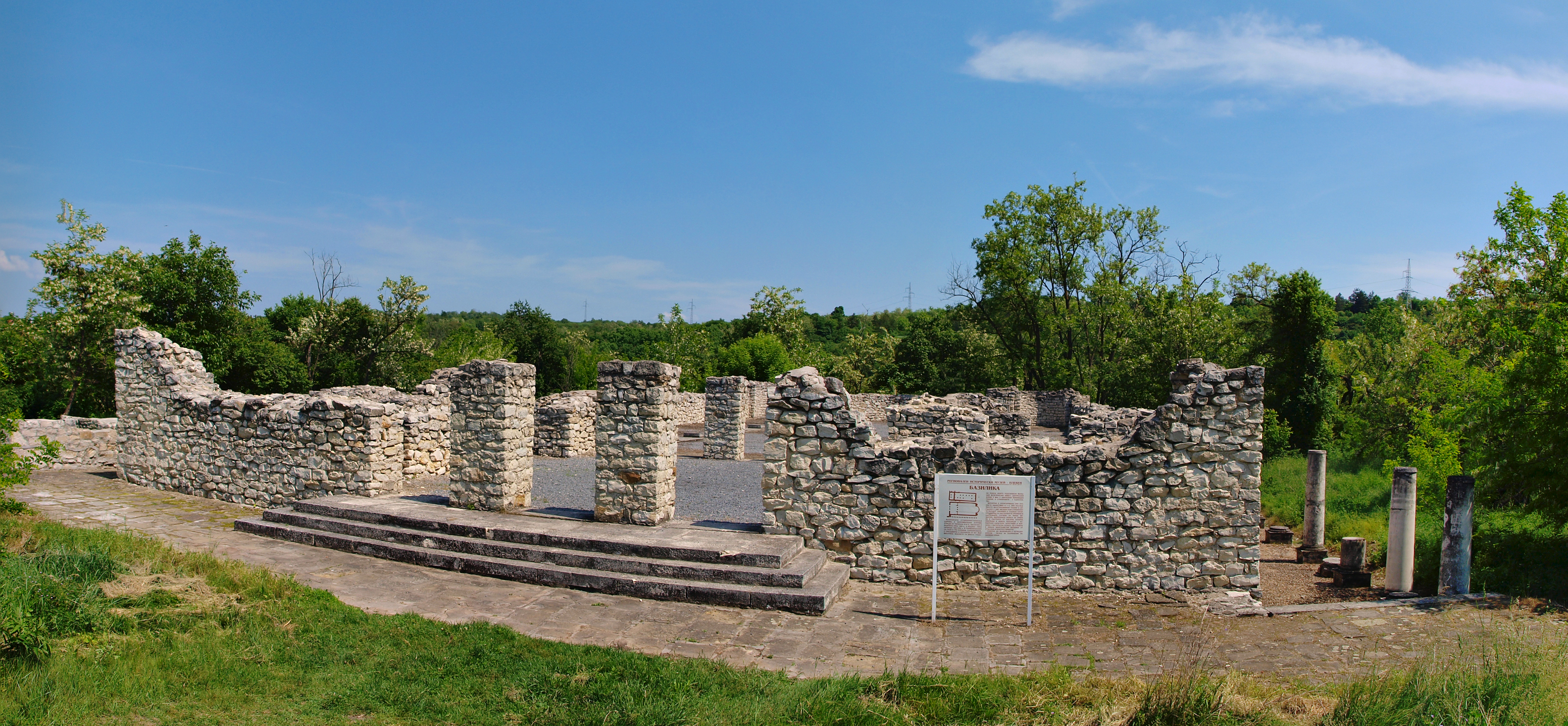
руины римской крепости Сторгозия

Парк «Кайлык» — охраняемый природный парк в городе Плевен, туристическая достопримечательность.
Входил в перечень "100 туристических объектов Болгарии".

## Описание
Парк был создан в 1946 году в ущелье Кайлык как загородный парк культуры и отдыха, в ходе благоустройства территории к началу 1953 года здесь были проложены пешеходные аллеи и высажены фруктовые деревья.
В дальнейшем, в ходе расширения города оказался на территории города.
На территории парка находятся руины римской крепости Сторгозия III-IV вв. н.э., развалины византийской трёхапсидной христианской базилики с напольной мозаикой и Тотлебенский вал, построенный в 1877 году в ходе осады Плевны.
В 2008 году на территории парка был открыт Музей вина.